# Ctenomys tuconax
Ctenomys tuconax és una espècie de mamífer rosegador histricomorf de la família dels ctenòmids. És endèmica de l'Argentina.